# 峰岸さんは大津くんに食べさせたい
『峰岸さんは大津くんに食べさせたい』（みねぎしさんはおおつくんにたべさせたい）は、三戸による日本の漫画作品。2019年1月から2021年1月まで三戸のTwitterアカウントで発表され、双葉社より単行本が発売された。
単行本発売に合わせ2019年9月よりPixivコミック内の『月刊アクション』ブランドで修正版が連載されているほか、『月刊アクション』（双葉社）2020年4月号に特別編が出張掲載された。
モテ系サラリーマンの峰岸が、想い人である陰キャの大津に差し入れを行う、という一方通行系のボーイズラブ漫画。

## 登場人物
声はWebアニメでの声優。
大津 守（おおつ まもる）
声 - 中島ヨシキ
主人公。食べるのが好き。リア充の峰岸を内心苦手に思っている。
峰岸 侑介（みねぎし ゆうすけ）
声 - 神尾晋一郎
営業成績トップのモテ男。大津のことが好き。
田中（たなか）
大津の後輩。
久内（くない）
女性社員。

## 書誌情報
- 三戸『峰岸さんは大津くんに食べさせたい』双葉社〈アクションコミックス〉、全3巻
  1. 2019年10月10日発売[8]、ISBN 978-4-575-38052-1
  2. 2020年5月22日発売[9]、ISBN 978-4-575-38065-1
  3. 2021年2月22日発売[10]、ISBN 978-4-575-38078-1

## Webアニメ
単行本2巻の発売に合わせ、2020年5月22日より4週連続で毎週金曜日に『月刊アクション』公式Twitter及び公式YouTubeチャンネルにて配信。全4話。

### スタッフ
- 原作 - 三戸
- 監督・SDデザイン - よしとも
- 脚本 - 松本勇平
- 音響制作 - ビットプロモーション
- アニメーション制作 - AQUAARIS